# Bacchisa fortunei
Bacchisa fortunei är en skalbaggsart. Bacchisa fortunei ingår i släktet Bacchisa och familjen långhorningar.

## Underarter
Arten delas in i följande underarter:
- B. f. fortunei
- B. f. japonica
- B. f. flavicornis